# Paris Saint-Germain Football Club 2016-2017
Questa voce raccoglie le informazioni riguardanti il Paris Saint-Germain Football Club nelle competizioni ufficiali della stagione 2016-2017.

## Stagione
Deluso per la mancata conquista della Champions League nella stagione precedente, il presidente Nasser Al-Khelaïfi decide di chiudere il rapporto con Laurent Blanc. Come sostituto viene scelto Unai Emery, primo allenatore spagnolo nella storia del club, vincitore per tre anni di fila della Europa League con il Siviglia. Date le partenze di alcuni protagonisti delle stagioni precedenti, quali Zlatan Ibrahimović e Gregory van der Wiel, oltre alla cessione del giovane Lucas Digne, arrivano nella capitale francese l'esterno del Nizza e autore di 17 reti nella scorsa stagione Hatem Ben Arfa, il mediano del Siviglia Grzegorz Krychowiak, il terzino Thomas Meunier e l'esterno madrileno Jesé. Inoltre il ritorno dal prestito del giovane portiere Alphonse Areola consegue la cessione di Salvatore Sirigu in prestito agli spagnoli del Siviglia.
La stagione si apre con la conquista della sesta Supercoppa di Francia, la quarta consecutiva, ottenuta grazie a una vittoria schiacciante sull'Olympique Lione per 4-1. A segno per i parigini Javier Pastore, Lucas Moura e Hatem Ben Arfa nel primo tempo, mentre nel secondo tempo Layvin Kurzawa. Altrettanto positivo è il debutto in Ligue 1, con i parigini che escono trionfanti nonostante le difficoltà contro il Bastia (vittoria 1-0 in Corsica con la rete di Kurzawa).
Disastrosa è invece l'annata in Champions League: giunti agli ottavi di finale, i parigini vincono per 4-0 la partita di andata contro gli spagnoli del Barcellona per poi perdere con un rocambolesco 6-1 la partita di ritorno, venendo così estromessi dalla competizione.
In campionato un Monaco guidato dai goal di Radamel Falcao e dell'astro nascente Kylian Mbappé (che ad agosto sarà acquistato proprio dal PSG) vince il campionato francese, con i parigini che finiscono in seconda posizione e interrompendo la striscia di titoli nazionali consecutivi vinti.

## Maglie e sponsor
Lo sponsor tecnico per la stagione 2016-2017 è Nike, mentre lo sponsor ufficiale è Fly Emirates. La maglia presenta due toni di blu con la parte più scura a coprire le spalle, le maniche e una parte del colletto a ‘V’. All'interno del collo è stampata la frase “Ici C’est Paris”, in più compaiono le parole “Paris”, “Grandeur” e “Passion” sul retro del colletto e all'interno dei polsini. I lati sono corredati da una striscia blu che in concomitanza con il movimento dei calciatori si espande e svela uno sfondo rosso, lo stesso presente anche sui calzoncini. I calzettoni sono blu con la scritta “Paris” al centro e una grafica a righe rosse sul retro che riprende le pinstripes. L’originale banda rossa ideata da Daniel Hechter nel 1973 compare sulla parte posteriore del collo. Presentata anche la patch che sarà applicata sulla manica destra della nuova maglia del PSG 2016 e anche della seconda e terza divisa. Si tratta di una toppa rotonda di colore bianco, doppia bordatura dorata concentrica, al centro lo stemma della Ligue 1, in alto la scritta in blu Paris Saint Germain e in basso in rosso Champion 2016 divise da 6 stelle per ricordare i campionati vinti nel 1986, 1994, 2013, 2014, 2015 e 2016. Per quanto riguarda lo sponsor, il logo Fly Emirates sarà posizionato come di consueto sulla parte frontale della maglietta, mentre QNB (Qatar National Bank), sarà posizionata sulla manica sinistra.
| Casa | Trasferta | Terza maglia |

## Organigramma societario
Area direttiva
- Presidente: Nasser Al-Khelaïfi
- Direttore generale: Jean-Claude Blanc
- Direttore generale amministrazione e finanze: Philippe Boindrieux
- Direttore generale attività commerciali: Frédéric Longuepee

Area organizzativa
- Segretario generale: Benoît Rousseau
- Direttore della biglietteria: Nicolas Arndt
- Direttore della sicurezza: Jean-Philippe D'Hallivillée

Area comunicazione
- Direttore relazioni esterne: Guillaume Le Roy
- Protocollo e relazioni pubbliche: Katia Krekowiak
- Ufficio stampa: Yann Guerin

Area marketing
- Direttore marketing: Michel Mimran

Area tecnica
- Direttore sportivo: Patrick Kluivert[10]
- Direttore centro di formazione: Bertrand Reuzeau
- Allenatore: Unai Emery
- Allenatore in seconda: Jean-Louis Gasset
- Collaboratore tecnico: Zoumana Camara
- Preparatori atletici: Philippe Lambert, Denis Lefebve, Simon Colinet
- Preparatore dei portieri: Nicolas Dehon

Area sanitaria
- Responsabile: Eric Rolland
- Medico sociale: Joffrey Martin
- Massaggiatori: Bruno Le Natur, Jérôme Andral, Dario Fort, Gaël Pasquer, Cyril Praud

## Rosa

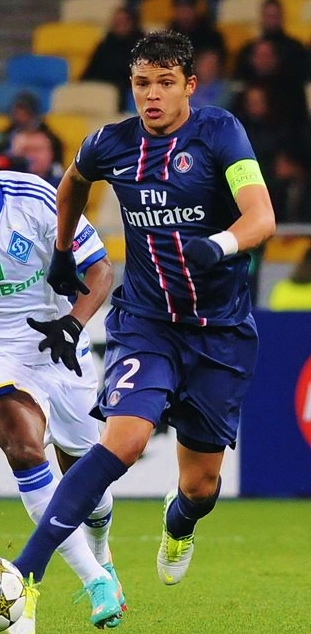
Thiago Silva, capitano dei parigini nella stagione 2016-2017.

Rosa, numerazione e ruoli tratti dal sito web ufficiale della società.
| N. |                       | Ruolo | Calciatore              |
| -- | --------------------- | ----- | ----------------------- |
| 1  | Germania (bandiera)   | P     | Kevin Trapp             |
| 2  | Brasile (bandiera)    | D     | Thiago Silva (capitano) |
| 3  | Francia (bandiera)    | D     | Presnel Kimpembe        |
| 4  | Francia (bandiera)    | C     | Benjamin Stambouli      |
| 4  | Polonia (bandiera)    | C     | Grzegorz Krychowiak     |
| 5  | Brasile (bandiera)    | D     | Marquinhos              |
| 6  | Italia (bandiera)     | C     | Marco Verratti          |
| 7  | Brasile (bandiera)    | C     | Lucas                   |
| 8  | Italia (bandiera)     | C     | Thiago Motta            |
| 9  | Uruguay (bandiera)    | A     | Edinson Cavani          |
| 10 | Argentina (bandiera)  | C     | Javier Pastore          |
| 11 | Argentina (bandiera)  | C     | Ángel Di María          |
| 12 | Belgio (bandiera)     | D     | Thomas Meunier          |
| 14 | Francia (bandiera)    | C     | Blaise Matuidi          |
| 15 | Portogallo (bandiera) | A     | Gonçalo Guedes          |
| 16 | Francia (bandiera)    | P     | Alphonse Areola         |
| 17 | Brasile (bandiera)    | D     | Maxwell                 |
| 18 | Argentina (bandiera)  | C     | Giovani Lo Celso        |

| N. |                           | Ruolo | Calciatore               |
| -- | ------------------------- | ----- | ------------------------ |
| 19 | Costa d'Avorio (bandiera) | D     | Serge Aurier             |
| 20 | Francia (bandiera)        | D     | Layvin Kurzawa           |
| 21 | Francia (bandiera)        | C     | Hatem Ben Arfa           |
| 22 | Francia (bandiera)        | A     | Odsonne Édouard          |
| 22 | Spagna (bandiera)         | A     | Jesé                     |
| 23 | Germania (bandiera)       | C     | Julian Draxler           |
| 24 | Francia (bandiera)        | C     | Christopher Nkunku       |
| 25 | Francia (bandiera)        | C     | Adrien Rabiot            |
| 29 | Francia (bandiera)        | A     | Jean-Kévin Augustin      |
| 31 | Francia (bandiera)        | C     | Gaëtan Robail            |
| 32 | Brasile (bandiera)        | D     | David Luiz               |
| 33 | Francia (bandiera)        | D     | Fodé Ballo-Touré         |
| 34 | Francia (bandiera)        | D     | Alec Georgen             |
| 35 | Francia (bandiera)        | A     | Hervin Ongenda           |
| 36 | Francia (bandiera)        | C     | Jonathan Ikoné           |
| 38 | Francia (bandiera)        | A     | Jean-Christophe Bahebeck |
| 40 | Francia (bandiera)        | P     | Rémy Descamps            |
| 41 | Francia (bandiera)        | C     | Lorenzo Callegari        |

## Calciomercato

### Sessione estiva(dal 09/06 al 31/08)
| Acquisti | Acquisti                 | Acquisti        | Acquisti                    |
| R.       | Nome                     | da              | Modalità                    |
| -------- | ------------------------ | --------------- | --------------------------- |
| P        | Alphonse Areola          | Villarreal      | fine prestito               |
| D        | Lucas Digne              | Roma            | fine prestito               |
| D        | Jordan Ikoko             | Lens            | fine prestito               |
| D        | Thomas Meunier           | Club Bruges     | definitivo (7 milioni €)    |
| D        | Youssouf Sabaly          | Nantes          | fine prestito               |
| C        | Hatem Ben Arfa           |                 | svincolato                  |
| C        | Romain Habran            | Laval           | fine prestito               |
| C        | Grzegorz Krychowiak      | Siviglia        | definitivo (26 milioni €)   |
| C        | Giovani Lo Celso         | Rosario Central | definitivo (10+4 milioni €) |
| C        | Roli Pereira de Sa       | Paris FC        | fine prestito               |
| A        | Jean-Christophe Bahebeck | Saint-Étienne   | fine prestito               |
| A        | Jesé                     | Real Madrid     | definitivo (25 milioni €)   |

| Cessioni | Cessioni                 | Cessioni          | Cessioni                    |
| R.       | Nome                     | a                 | Modalità                    |
| -------- | ------------------------ | ----------------- | --------------------------- |
| P        | Nicolas Douchez          |                   | svincolato                  |
| P        | Salvatore Sirigu         | Siviglia          | prestito                    |
| D        | Lucas Digne              | Barcellona        | definitivo (16,5 milioni €) |
| D        | Jordan Ikoko             |                   | svincolato                  |
| D        | David Luiz               | Chelsea           | definitivo (38,5 milioni)   |
| D        | Youssouf Sabaly          | Bordeaux          | prestito                    |
| D        | Gregory van der Wiel     |                   | svincolato                  |
| D        | Mamadou Doucouré         |                   | svincolato                  |
| C        | Giovani Lo Celso         | Rosario Central   | prestito                    |
| C        | Yakou Meité              | Reading           | definitivo                  |
| C        | Benjamin Stambouli       | Schalke 04        | definitivo (8,5 milioni €)  |
| A        | Odsonne Édouard          | Tolosa            | prestito                    |
| A        | Zlatan Ibrahimović       |                   | svincolato                  |
| A        | Wilfried Kanga           | Créteil-Lusitanos | prestito                    |
| A        | Jean-Christophe Bahebeck | Pescara           | prestito                    |

### Sessione invernale(dal 01/01 al 31/01)
| Acquisti | Acquisti         | Acquisti        | Acquisti                  |
| R.       | Nome             | da              | Modalità                  |
| -------- | ---------------- | --------------- | ------------------------- |
| C        | Julian Draxler   | Wolfsburg       | definitivo (45 milioni €) |
| C        | Giovani Lo Celso | Rosario Central | fine prestito             |
| A        | Gonçalo Guedes   | Benfica         | definitivo (30 milioni €) |

| Cessioni | Cessioni       | Cessioni    | Cessioni |
| R.       | Nome           | a           | Modalità |
| -------- | -------------- | ----------- | -------- |
| C        | Jonathan Ikoné | Montpellier | prestito |
| A        | Jesé           | Las Palmas  | prestito |
| A        | Hervin Ongenda | PEC Zwolle  | prestito |

## Risultati

### Ligue 1

#### Girone d'andata
| Arbitro: | Schneider |

|  |           |             |
|  | Marcatori | 74’ Kurzawa |

| Arbitro: | Letexier |

|                                             |           |  |
| Lucas 52’ Kurzawa 74’ Rivierez 90+4’ (aut.) | Marcatori |  |

| Arbitro: | Buquet |

|                                                     |           |            |
| Moutinho 13’ Fabinho 45+2’ (rig.) Aurier 80’ (aut.) | Marcatori | 63’ Cavani |

| Arbitro: | Bastien |

|                  |           |             |
| Lucas 67’ (rig.) | Marcatori | 90+3’ Berič |

| Arbitro: | Turpin |

|  |           |                                                           |
|  | Marcatori | 12’, 23’ (rig.), 38’, 45+1’ Cavani 66’ Lucas 78’ Augustin |

| Arbitro: | Thual |

|                                             |           |  |
| Lang 14’ (aut.) Cavani 27’ (rig.) Lucas 67’ | Marcatori |  |

| Arbitro: | Schneider |

|                               |           |  |
| Bodiger 48’ (rig.) Durmaz 79’ | Marcatori |  |

| Arbitro: | Gautier |

|                |           |  |
| Cavani 3’, 30’ | Marcatori |  |

| Arbitro: | Lesage |

|            |           |                      |
| Diarra 55’ | Marcatori | 13’ Lucas 18’ Cavani |

| Parigi 23 ottobre 2016, ore 20:45 CEST 10ª giornata | Paris Saint-Germain | 0 – 0 referto | Olympique Marsiglia | Parc des Princes (47.929 spett.)\| Arbitro: \| Turpin \| |
| Arbitro:                                            | Turpin              |               |                     |                                                          |

| Arbitro: | Bastien |

|  |           |            |
|  | Marcatori | 64’ Cavani |

| Arbitro: | Delerue |

|                                                         |           |  |
| Fernandes 31’ (aut.) Cavani 42’ Rabiot 67’ Verratti 79’ | Marcatori |  |

| Arbitro: | Letexier |

|                              |           |  |
| Di María 13’ Jesé 90’ (rig.) | Marcatori |  |

| Arbitro: | Buquet |

|              |           |                        |
| Valbuena 48’ | Marcatori | 30’ (rig.), 81’ Cavani |

| Arbitro: | Schneider |

|                                    |           |  |
| Thiago Silva 34’ Cavani 66’ (rig.) | Marcatori |  |

| Arbitro: | Varela |

|                                   |           |  |
| Lasne 42’ Skhri 48’ Boudebouz 80’ | Marcatori |  |

| Arbitro: | Turpin |

|                 |           |                        |
| Cavani 46’, 60’ | Marcatori | 32’ Cyprien 45+3’ Pléa |

| Arbitro: | Fautrel |

|                         |           |            |
| Salibur 66’ De Pauw 70’ | Marcatori | 80’ Cavani |

| Arbitro: | Hamel |

|                                                                           |           |  |
| Meunier 25’ Touré 45’ (aut.) Thiago Silva 51’ Cavani 63’ (rig.) Lucas 70’ | Marcatori |  |

#### Girone di ritorno
| Arbitro: | Bastien |

|  |           |             |
|  | Marcatori | 40’ Draxler |

| Arbitro: | Hamel |

|  |           |                 |
|  | Marcatori | 21’, 65’ Cavani |

| Arbitro: | Schneider |

|                   |           |             |
| Cavani 81’ (rig.) | Marcatori | 90+2’ Silva |

| Arbitro: | Delerue |

|             |           |                                       |
| Tavares 31’ | Marcatori | 29’ Lucas 81’ Thiago Silva 85’ Cavani |

| Arbitro: | Letexier |

|                        |           |                 |
| Cavani 70’ Lucas 90+2’ | Marcatori | 86’ dé Preville |

| Arbitro: | Rainville |

|  |           |                             |
|  | Marcatori | 6’, 48’ Cavani 41’ Di María |

| Parigi 19 febbraio 2017, ore 21:00 CET 26ª giornata | Paris Saint-Germain | 0 – 0 referto | Tolosa | Parc des Princes (45.492 spett.)\| Arbitro: \| Lesage \| |
| Arbitro:                                            | Lesage              |               |        |                                                          |

| Arbitro: | Bastien |

|           |           |                                                            |
| Fanni 70’ | Marcatori | 6’ Marquinhos 16’ Cavani 50’ Lucas 61’ Draxler 73’ Matuidi |

| Arbitro: | Gautier |

|                   |           |  |
| Cavani 80’ (rig.) | Marcatori |  |

| Arbitro: | Chapron |

|           |           |                               |
| Ciani 68’ | Marcatori | 28’ (aut.) Jeannot 52’ Nkunku |

| Arbitro: | Turpin |

|                        |           |              |
| Rabiot 34’ Draxler 40’ | Marcatori | 6’ Lacazette |

| Arbitro: | Hamel |

|                         |           |                               |
| Jouffre 78’ Diabaté 88’ | Marcatori | 33’ Cavani 36’, 90+3’ Matuidi |

| Arbitro: | Buquet |

|                                            |           |  |
| Di María 56’ Cavani 60’, 71’ Matuidi 90+2’ | Marcatori |  |

| Arbitro: | Chapron |

|  |           |                   |
|  | Marcatori | 28’, 85’ Di María |

| Arbitro: | Lesage |

|                         |           |  |
| Cavani 29’ Di María 48’ | Marcatori |  |

| Arbitro: | Buquet |

|                                               |           |                |
| Balotelli 26’ Ricardo Pereira 48’ Donis 90+2’ | Marcatori | 64’ Marquinhos |

| Arbitro: | Letexier |

|                                                       |           |  |
| Lucas 32’ Verratti 35’ Cavani 76’, 89’ Marquinhos 82’ | Marcatori |  |

| Arbitro: | Delerue |

|  |           |                                           |
|  | Marcatori | 2’, 72’ Cavani 38’, 77’ Lucas 90’ Draxler |

| Arbitro: | Hamel |

|            |           |               |
| Rabiot 13’ | Marcatori | 90+1’ Rodelin |

### Coupe de France

#### Fase a eliminazione diretta
| Arbitro: | Miguelgorry |

|                                                                                                   |           |  |
| Thiago Silva 30’ Rabiot 43’ Nkunku 48’ Thiago Motta 57’ Lucas 63’ (rig.) Di María 77’ Draxler 89’ | Marcatori |  |

| Arbitro: | Miguelgorry |

|  |           |                                           |
|  | Marcatori | 27’, 68’ Draxler 38’ Lucas 90+1’ Ben Arfa |

| Arbitro: | Varela |

|  |           |                          |
|  | Marcatori | 76’ Pastore 90+4’ Cavani |

| Arbitro: | Miguelgorry |

|  |           |                                         |
|  | Marcatori | 35’, 53’ Ben Arfa 56’ Lucas 82’ Pastore |

| Arbitro: | Turpin |

|                                                                   |           |  |
| Draxler 26’ Cavani 31’ Mbae 50’ (aut.) Matuidi 52’ Marquinhos 90’ | Marcatori |  |

| Arbitro: | Bastien |

|  |           |                       |
|  | Marcatori | 90+1’ (aut.) Cissokho |

### Coupe de la Ligue

#### Fase a eliminazione diretta
| Arbitro: | Lesage |

|                                |           |          |
| Lucas 43’ (rig.), 57’ Jesé 69’ | Marcatori | 89’ Baša |

| Arbitro: | Delerue |

|                       |           |  |
| Thiago Silva 27’, 72’ | Marcatori |  |

| Arbitro: | Turpin |

|           |           |                                   |
| Rolán 32’ | Marcatori | 19’, 81’ Di María 60’, 74’ Cavani |

| Arbitro: | Schneider |

|           |           |                                         |
| Lemar 27’ | Marcatori | 4’ Draxler 44’ Di María 54’, 90’ Cavani |

### Champions League

#### Fase a gironi
| Arbitro: | Kassai |

|           |           |             |
| Cavani 1’ | Marcatori | 78’ Sánchez |

| Arbitro: | Královec |

|              |           |                             |
| Natanael 16’ | Marcatori | 41’ Matuidi 56’, 60’ Cavani |

| Arbitro: | Aytekin |

|                                            |           |  |
| Lucas 40’ Di María 62’ Cavani 90+3’ (rig.) | Marcatori |  |

| Arbitro: | Hațegan |

|           |           |                         |
| Zuffi 76’ | Marcatori | 43’ Matuidi 90’ Meunier |

| Arbitro: | Brych |

|                                  |           |                             |
| Giroud 45+1’ Verratti 60’ (aut.) | Marcatori | 18’ Cavani 77’ (aut.) Iwobi |

| Arbitro: | Sidīropoulos |

|                           |           |                            |
| Cavani 61’ Di María 90+2’ | Marcatori | 15’ Misidjan 69’ Wanderson |

#### Fase a eliminazione diretta
| Arbitro: | Marciniak |

|                                          |           |  |
| Di María 18’, 55’ Draxler 40’ Cavani 72’ | Marcatori |  |

| Arbitro: | Aytekin |

|                                                                                            |           |            |
| Suárez 3’ Kurzawa 40’ (aut.) Messi 50’ (rig.) Neymar 88’, 90+1’ (rig.) Sergi Roberto 90+6’ | Marcatori | 62’ Cavani |

### Trophée des champions
| Arbitro: | Harkam |

|                                               |           |             |
| Pastore 9’ Lucas 20’ Ben Arfa 35’ Kurzawa 54’ | Marcatori | 87’ Tolisso |

## Statistiche

### Statistiche di squadra
| Competizione          | Punti | In casa | In casa | In casa | In casa | In casa | In casa | In trasferta | In trasferta | In trasferta | In trasferta | In trasferta | In trasferta | Totale | Totale | Totale | Totale | Totale | Totale | DR  |
| Competizione          | Punti | G       | V       | N       | P       | Gf      | Gs      | G            | V            | N            | P            | Gf           | Gs           | G      | V      | N      | P      | Gf     | Gs     | DR  |
| --------------------- | ----- | ------- | ------- | ------- | ------- | ------- | ------- | ------------ | ------------ | ------------ | ------------ | ------------ | ------------ | ------ | ------ | ------ | ------ | ------ | ------ | --- |
| Ligue 1               | 87    | 19      | 13      | 6       | 0       | 42      | 7       | 19           | 14           | 0            | 5            | 41           | 20           | 38     | 27     | 6      | 5      | 83     | 27     | +56 |
| Coupe de France       | -     | 2       | 2       | 0       | 0       | 12      | 0       | 3            | 3            | 0            | 0            | 10           | 0            | 6      | 6      | 0      | 0      | 23     | 0      | +23 |
| Coupe de la Ligue     | -     | 2       | 2       | 0       | 0       | 5       | 1       | 1            | 1            | 0            | 0            | 4            | 1            | 4      | 4      | 0      | 0      | 13     | 3      | +10 |
| Champions League      | -     | 4       | 2       | 2       | 0       | 10      | 3       | 4            | 2            | 1            | 1            | 8            | 10           | 8      | 4      | 3      | 1      | 18     | 13     | +5  |
| Trophée des champions | -     | -       | -       | -       | -       | -       | -       | -            | -            | -            | -            | -            | -            | 1      | 1      | 0      | 0      | 4      | 1      | +3  |
| Totale                | -     | 27      | 19      | 8       | 0       | 69      | 11      | 27           | 20           | 1            | 6            | 63           | 31           | 57     | 42     | 9      | 6      | 141    | 44     | +97 |

### Andamento in campionato
| Giornata  | 1 | 2 | 3 | 4 | 5 | 6 | 7 | 8 | 9 | 10 | 11 | 12 | 13 | 14 | 15 | 16 | 17 | 18 | 19 | 20 | 21 | 22 | 23 | 24 | 25 | 26 | 27 | 28 | 29 | 30 | 31 | 32 | 33 | 34 | 35 | 36 | 37 | 38 |
| --------- | - | - | - | - | - | - | - | - | - | -- | -- | -- | -- | -- | -- | -- | -- | -- | -- | -- | -- | -- | -- | -- | -- | -- | -- | -- | -- | -- | -- | -- | -- | -- | -- | -- | -- | -- |
| Luogo     | T | C | T | C | T | C | T | C | T | C  | T  | C  | C  | T  | C  | T  | C  | T  | C  | T  | T  | C  | T  | C  | T  | C  | T  | C  | T  | C  | T  | C  | T  | C  | T  | C  | T  | C  |
| Risultato | V | V | P | N | V | V | P | V | V | N  | V  | V  | V  | V  | V  | P  | N  | P  | V  | V  | V  | N  | V  | V  | V  | N  | V  | V  | V  | V  | V  | V  | V  | V  | P  | V  | V  | N  |
| Posizione | 8 | 2 | 5 | 7 | 3 | 2 | 4 | 3 | 2 | 3  | 3  | 3  | 3  | 3  | 2  | 3  | 3  | 3  | 3  | 3  | 3  | 3  | 2  | 2  | 2  | 2  | 2  | 2  | 2  | 2  | 2  | 2  | 2  | 2  | 2  | 2  | 2  | 2  |

Fonte:  Classements, su lfp.fr, LFP.
Legenda:

Luogo: C = Casa; T = Trasferta. Risultato: V = Vittoria; N = Pareggio; P = Sconfitta.

### Statistiche dei giocatori
| Giocatore      | Ligue 1  | Ligue 1 | Ligue 1     | Ligue 1    | Coupe de France Coupe de la Ligue | Coupe de France Coupe de la Ligue | Coupe de France Coupe de la Ligue | Coupe de France Coupe de la Ligue | Champions League | Champions League | Champions League | Champions League | Trophée des Champions | Trophée des Champions | Trophée des Champions | Trophée des Champions | Totale   | Totale | Totale      | Totale     |
| Giocatore      | Presenze | Reti    | Ammonizioni | Espulsioni | Presenze                          | Reti                              | Ammonizioni                       | Espulsioni                        | Presenze         | Reti             | Ammonizioni      | Espulsioni       | Presenze              | Reti                  | Ammonizioni           | Espulsioni            | Presenze | Reti   | Ammonizioni | Espulsioni |
| -------------- | -------- | ------- | ----------- | ---------- | --------------------------------- | --------------------------------- | --------------------------------- | --------------------------------- | ---------------- | ---------------- | ---------------- | ---------------- | --------------------- | --------------------- | --------------------- | --------------------- | -------- | ------ | ----------- | ---------- |
| A. Areola      | 15       | -14     | 0           | 0          | 5+1                               | -0                                | 0                                 | 0                                 | 6                | -7               | 0                | 0                | 0                     | -0                    | 0                     | 0                     | 27       | -21    | 0           | 0          |
| J. Augustin    | 10       | 1       | 0           | 0          | 1+1                               | 0                                 | 0                                 | 0                                 | 1                | 0                | 0                | 0                | 0                     | 0                     | 0                     | 0                     | 13       | 1      | 0           | 0          |
| S. Aurier      | 22       | 0       | 5           | 1          | 3+1                               | 0                                 | 1+0                               | 0                                 | 5                | 0                | 0                | 0                | 1                     | 0                     | 0                     | 0                     | 32       | 0      | 6           | 1          |
| J. Bahebeck    | -        | -       | -           | -          | -                                 | -                                 | -                                 | -                                 | -                | -                | -                | -                | -                     | -                     | -                     | -                     | -        | -      | -           | -          |
| H. Ben Arfa    | 23       | 0       | 1           | 0          | 3+2                               | 3+0                               | 1+0                               | 0                                 | 3                | 0                | 0                | 0                | 1                     | 1                     | 0                     | 0                     | 32       | 4      | 2           | 0          |
| L. Callegari   | 1        | 0       | 0           | 0          | -                                 | -                                 | -                                 | -                                 | -                | -                | -                | -                | -                     | -                     | -                     | -                     | 1        | 0      | 0           | 0          |
| E. Cavani      | 36       | 35      | 5           | 0          | 3+3                               | 2+4                               | 0                                 | 0                                 | 8                | 8                | 1                | 0                | -                     | -                     | -                     | -                     | 50       | 49     | 6           | 0          |
| David Luiz     | 3        | 0       | 1           | 0          | -                                 | -                                 | -                                 | -                                 | -                | -                | -                | -                | 1                     | 0                     | 0                     | 0                     | 4        | 0      | 1           | 0          |
| R. Descamps    | 0        | -0      | 0           | 0          | 0                                 | -0                                | 0                                 | 0                                 | -                | -                | -                | -                | -                     | -                     | -                     | -                     | 0        | -0     | 0           | 0          |
| A. Di María    | 29       | 6       | 1           | 1          | 3+3                               | 1+3                               | 1+0                               | 0                                 | 7                | 4                | 0                | 0                | 1                     | 0                     | 0                     | 0                     | 43       | 14     | 2           | 1          |
| J. Draxler     | 17       | 4       | 2           | 0          | 5+1                               | 4+1                               | 0                                 | 0                                 | 2                | 1                | 1                | 0                | -                     | -                     | -                     | -                     | 25       | 10     | 3           | 0          |
| O. Édouard     | -        | -       | -           | -          | -                                 | -                                 | -                                 | -                                 | -                | -                | -                | -                | -                     | -                     | -                     | -                     | -        | -      | -           | -          |
| A. Georgen     | -        | -       | -           | -          | 0+1                               | 0                                 | 0                                 | 0                                 | -                | -                | -                | -                | -                     | -                     | -                     | -                     | 1        | 0      | 0           | 0          |
| G. Guedes      | 7        | 0       | 0           | 0          | 4+0                               | 0                                 | 0                                 | 0                                 | -                | -                | -                | -                | -                     | -                     | -                     | -                     | 11       | 0      | 0           | 0          |
| N. Ikoné       | 4        | 0       | 0           | 0          | 0+2                               | 0                                 | 0                                 | 0                                 | 1                | 0                | 0                | 0                | 0                     | 0                     | 0                     | 0                     | 7        | 0      | 0           | 0          |
| Jesé           | 9        | 1       | 0           | 0          | 0+1                               | 0+1                               | 0                                 | 0                                 | 4                | 0                | 0                | 0                | -                     | -                     | -                     | -                     | 14       | 2      | 0           | 0          |
| P. Kimpembe    | 19       | 0       | 7           | 0          | 4+3                               | 0                                 | 2+0                               | 0                                 | 1                | 0                | 0                | 0                | 1                     | 0                     | 0                     | 0                     | 28       | 0      | 9           | 0          |
| G. Krychowiak  | 11       | 0       | 2           | 0          | 1+1                               | 0                                 | 0                                 | 0                                 | 6                | 0                | 0                | 0                | -                     | -                     | -                     | -                     | 19       | 0      | 2           | 0          |
| L. Kurzawa     | 18       | 2       | 3           | 0          | 1+1                               | 0                                 | 0+1                               | 0                                 | 5                | 0                | 1                | 0                | 1                     | 1                     | 0                     | 0                     | 26       | 3      | 5           | 0          |
| G. Lo Celso    | 4        | 0       | 1           | 0          | 1+0                               | 0                                 | 0                                 | 0                                 | -                | -                | -                | -                | -                     | -                     | -                     | -                     | 5        | 0      | 1           | 0          |
| Lucas          | 37       | 12      | 0           | 0          | 5+3                               | 3+2                               | 0                                 | 0                                 | 7                | 1                | 0                | 0                | 1                     | 1                     | 0                     | 0                     | 53       | 19     | 0           | 0          |
| Marquinhos     | 29       | 3       | 1           | 0          | 5+2                               | 1+0                               | 0                                 | 0                                 | 8                | 0                | 2                | 0                | -                     | -                     | -                     | -                     | 44       | 4      | 3           | 0          |
| B. Matuidi     | 34       | 4       | 3           | 0          | 6+4                               | 1+0                               | 1+0                               | 0                                 | 8                | 2                | 2                | 0                | 0                     | 0                     | 0                     | 0                     | 52       | 7      | 6           | 0          |
| Maxwell        | 20       | 0       | 0           | 0          | 5+3                               | 0                                 | 0                                 | 0                                 | 4                | 0                | 0                | 0                | 1                     | 0                     | 0                     | 0                     | 33       | 0      | 0           | 0          |
| T. Meunier     | 22       | 1       | 3           | 0          | 4+3                               | 0                                 | 0+1                               | 0                                 | 6                | 1                | 0                | 0                | 1                     | 0                     | 0                     | 0                     | 36       | 2      | 4           | 0          |
| C. Nkunku      | 8        | 1       | 2           | 0          | 4+3                               | 1+0                               | 0                                 | 0                                 | 1                | 0                | 0                | 0                | -                     | -                     | -                     | -                     | 16       | 2      | 2           | 0          |
| H. Ongenda     | -        | -       | -           | -          | -                                 | -                                 | -                                 | -                                 | -                | -                | -                | -                | -                     | -                     | -                     | -                     | -        | -      | -           | -          |
| J. Pastore     | 15       | 0       | 0           | 0          | 4+1                               | 2+0                               | 0                                 | 0                                 | 2                | 0                | 0                | 0                | 1                     | 1                     | 0                     | 0                     | 23       | 3      | 0           | 0          |
| A. Rabiot      | 27       | 3       | 2           | 0          | 4+3                               | 1+0                               | 0                                 | 0                                 | 5                | 0                | 2                | 0                | -                     | -                     | -                     | -                     | 39       | 4      | 4           | 0          |
| G. Robail      | 0        | 0       | 0           | 0          | -                                 | -                                 | -                                 | -                                 | -                | -                | -                | -                | -                     | -                     | -                     | -                     | 0        | 0      | 0           | 0          |
| S. Sirigu      | -        | -       | -           | -          | -                                 | -                                 | -                                 | -                                 | -                | -                | -                | -                | -                     | -                     | -                     | -                     | -        | -      | -           | -          |
| B. Stambouli   | -        | -       | -           | -          | -                                 | -                                 | -                                 | -                                 | -                | -                | -                | -                | 1                     | 0                     | 0                     | 0                     | 1        | 0      | 0           | 0          |
| Thiago Motta   | 30       | 0       | 7           | 1          | 4+2                               | 1+0                               | 0                                 | 0                                 | 5                | 0                | 3                | 0                | 1                     | 0                     | 0                     | 0                     | 42       | 1      | 10          | 1          |
| Thiago Silva   | 27       | 3       | 1           | 0          | 3+3                               | 1+2                               | 0                                 | 0                                 | 7                | 0                | 0                | 0                | -                     | -                     | -                     | -                     | 40       | 6      | 1           | 0          |
| F. Ballo-Touré | 0        | 0       | 0           | 0          | -                                 | -                                 | -                                 | -                                 | -                | -                | -                | -                | -                     | -                     | -                     | -                     | 0        | 0      | 0           | 0          |
| K. Trapp       | 24       | -13     | 0           | 0          | 1+3                               | -3                                | 0+1                               | 0                                 | 2                | -6               | 0                | 0                | 1                     | -1                    | 0                     | 0                     | 31       | -23    | 1           | 0          |
| M. Verratti    | 28       | 3       | 6           | 0          | 3+4                               | 0                                 | 0                                 | 0                                 | 7                | 0                | 5                | 1                | 1                     | 0                     | 0                     | 0                     | 43       | 3      | 11          | 1          |